# Chiesa di San Nicolò Vescovo (Proves)
La chiesa di San Nicolò Vescovo, in tedesco Pfarrkirche Proveis, è la parrocchiale di Proves, in provincia di Bolzano e diocesi di Bolzano-Bressanone; fa parte del decanato di Lana-Tesimo.

## Storia
L'originaria chiesetta provesina venne consacrata nel 1434; la dedicazione a San Nicolò si deve al fatto che, essendo invocato per proteggere le miniere, era particolarmente venerato dai minatori del paese.
Verso la fine del XIX secolo questa cappella versava in pessime condizioni e, così, su impulso di don Franz Xaver Mitterer, si decise di riedificarla. I lavori di ricostruzione iniziarono nel 1870; l'edificio, disegnato da Jospeh von Stadis, venne portato a compimento nel 1876.

## Descrizione

### Esterno
La facciata a capanna della chiesa, rivolta a mezzogiorno e caratterizzata da due contrafforti laterali, presenta al centro il portale d'ingresso, sormontato da una lunetta polilobata e protetto da una tettoia a due falde; più in alto si aprono un ampio rosone strombato, due feritoie a sesto acuto e una piccola monofora cruciforme in sommità.

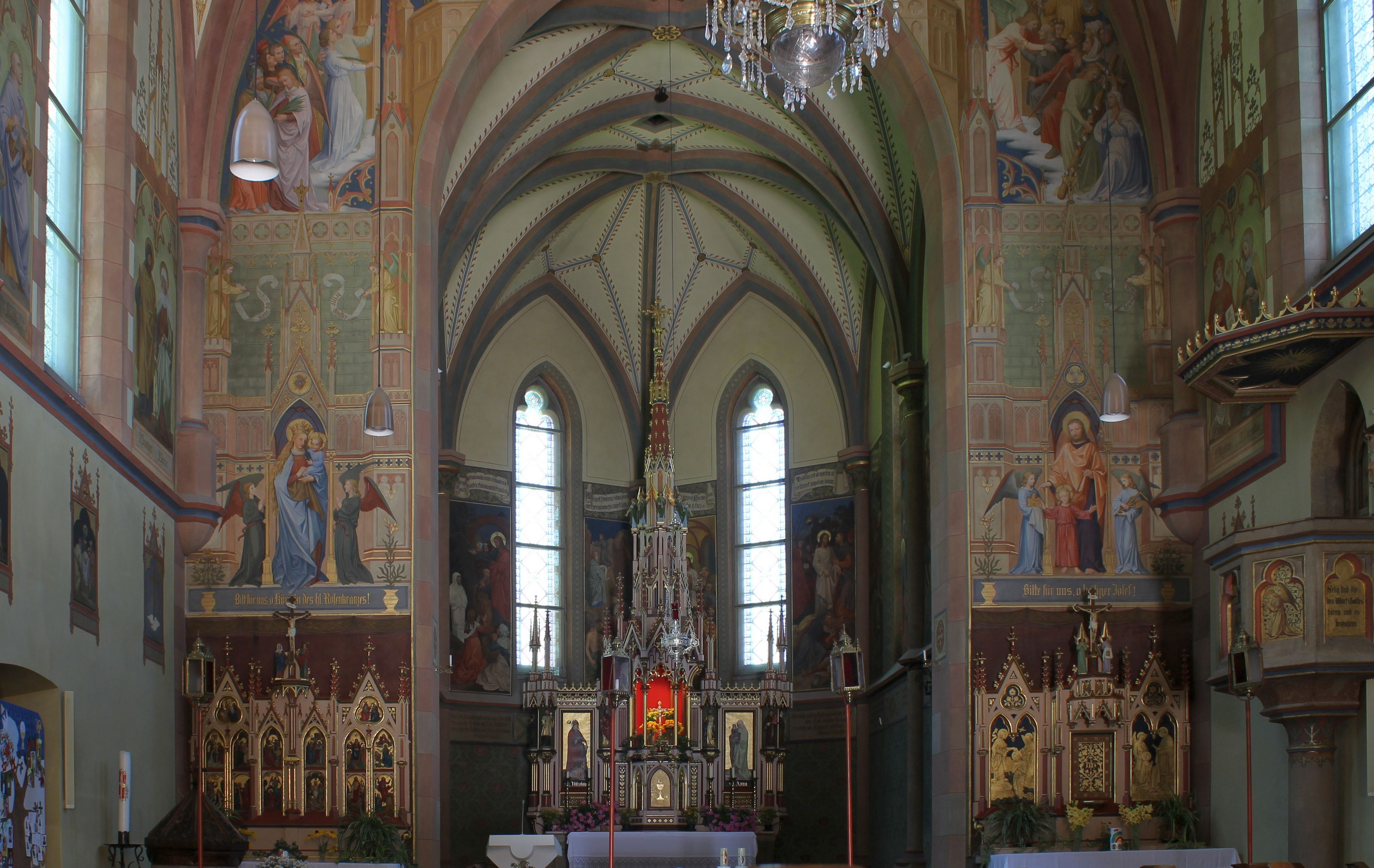
L'interno

Accanto alla parrocchiale s'erge il campanile a base quadrata, costruito nel 1543; la cella presenta quattro bifore inscritte in archi ogivali ed è coronata dalla guglia ottagonale, che si imposta su quattro timpani in cui s'aprono delle finestrelle.

### Interno
L'interno dell'edificio, decorato sulle pareti con affreschi ottocenteschi eseguiti da Albrecht Steiner von Felsburg e illuminato da alte bifore ogivali, si compone di un'unica navata, coperta da una serie di volte a crociera con grossi costoloni sorretti da colonnine; al termine dell'aula si sviluppa l'abside pentagonale.